# Барутин
Барутин (болг. Барутин) — село в Болгарии. Находится в Смолянской области, в историко-географическом регионе Чеч, входит в общину Доспат. Население составляет 1780 человек.

## Политическая ситуация
В местном кметстве Барутин, в состав которого входит Барутин, должность кмета (старосты) исполняет Теофил Йосифов Делиев (Болгарская социалистическая партия (БСП)) по результатам выборов правления кметства в 2007 году.
Кмет (мэр) общины Доспат — Антим Даринов Пыржанов (Движение за права и свободы (ДПС)) по результатам выборов 2007 года в правление общины.

## Примечания

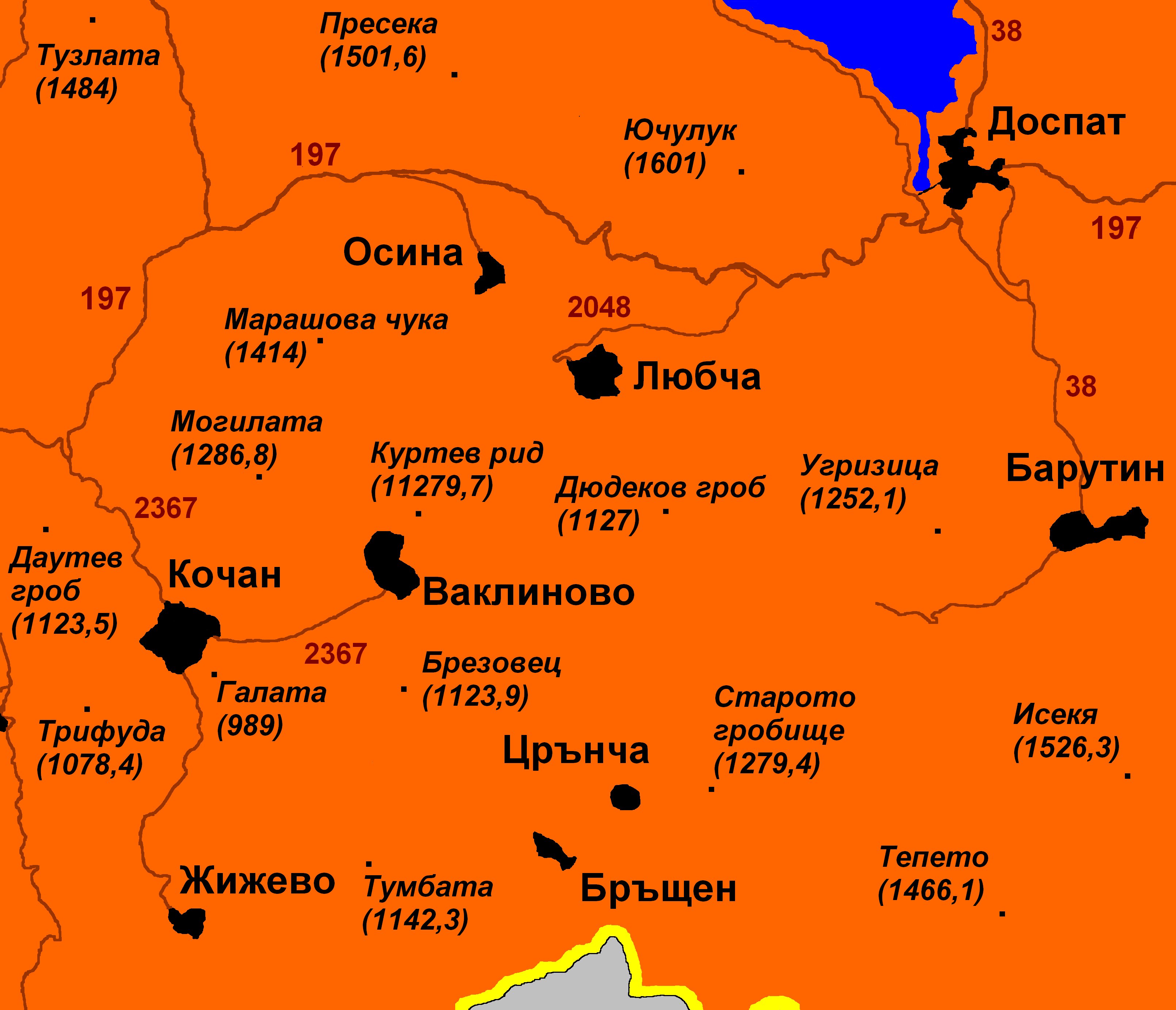
Окрестности села